# Den røde cirkel
Den røde cirkel er en fransk kriminalfilm fra 1970.

## Synopsis
Efter at have siddet i fængsel i 5 år, er Corey (Alain Delon) på vej ud i friheden, på vejen ud foreslår en fængselsbetjent ham et "job". Efter et opgør med sine tidligere kammerater og efter, at være kommet tilbage til sit gamle kvarter (16. arrondissement i Paris) begynder han planlægningen af "jobbet", som er et stort juvelkup i en af Paris' førende juvelerer. Han får hjælp til udførelsen af Vogel (Gian Maria Volonte), der er på flugt fra politiet. Imidlertid skal der bruges en skarpskytte til, at omgå en del af sikkerhedsforanstaltningerne i forretningen. Til det brug finder de frem til den tidligere politimand og nuværende alkoholiker Jansen (Yves Montand). Og det hele skal udføres mens de har politimanden Mattei (André Bourvil) i hælene og han går ikke af vejen for, at bruge utraditionelle metoder i sin opklaring. Efter kuppet skal byttet afsættes, hvilket kommer til at foregå hos en hæler i Louveciennes, hvor filmen slutter.

## Optagesteder
Filmen er bl.a. optaget i Studios de Boulogne-Billancourt.

## I Danmark
I danske biografer solgte filmen 991 billetter.